# Guido Rotter
Guido Rotter (1860, Králíky – 1940, Vrchlabí) byl propagátor lyžování, textilní podnikatel a první prezident Rakouského lyžařského svazu. Německými a rakouskými sportovními historiky je označován jako „Otec lyžování v Krkonoších“, v Česku je znám spíše jako zakladatel studentských ubytoven.

## Životopis
Guido Rotter se narodil roku 1860 v Králíkách. Po studiích přišel roku 1882 do Krkonoš. Zde převzal rodinný podnik, textilní továrnu. Roku 1884 nechal postavit první bezplatnou ubytovnu pro studenty v Hořejším Vrchlabí. Byla otevřena 15. července 1884. Tím byl položen základ pro budoucí síť ubytoven, tzv. herberků. Tyto ubytovny sám vedl a spravoval.
V 90. letech 19. století se zasadil o rozvoj lyžování ve Vrchlabí a dodával například lyže do škol. Roku 1896 založil krkonošskou sekci rakouského lyžařského spolku a roku 1907 se stal prvním předsedou lyžařského svazu Krkonoš.
Guido Rotter zemřel roku 1940 ve Vrchlabí a je pochován v rodinné hrobce na Městském hřbitově ve Vrchlabí. Jeho syn Guido Rotter mladší pokračoval v rodinné lyžařské tradici. Mimo jiné založil a organizoval Májový závod ze Studniční hory do Obřího dolu.